# NGC 5577
NGC 5577 ist eine Spiralgalaxie mit ausgedehnten Sternentstehungsgebieten vom Hubble-Typ Sbc im Sternbild Jungfrau. Sie ist schätzungsweise 66 Millionen Lichtjahre von der Milchstraße entfernt und hat einen Durchmesser von etwa 65.000 Lj.
Im selben Himmelsareal befinden sich u. a. die Galaxien NGC 5566, NGC 5569, NGC 5574, NGC 5576.
Das Objekt wurde am 26. April 1849 von dem Astronomen George Johnstone Stoney, einem Assistenten von William Parsons mithilfe seines 72 Zoll-Spiegelteleskops Leviathan, entdeckt und später von Johan Dreyer in seinem New General Catalogue aufgenommen.